# Якшичі
Якшичі (словен. Jakšiči) — поселення в общині Костел, регіон Південно-Східна Словенія, Словенія. Висота над рівнем моря: 280,6 м.